# チャールズ・アンダーソン＝ペラム (初代ヤーバラ男爵)
初代ヤーバラ男爵チャールズ・アンダーソン＝ペラム（英語: Charles Anderson-Pelham, 1st Baron Yarborough FRS FSA、出生名チャールズ・アンダーソン（Charles Anderson）、1749年2月3日 – 1823年9月22日）は、イギリスの政治家、貴族。ホイッグ党に所属し、1768年から1794年まで庶民院議員を務めた。

## 生涯
フランシス・アンダーソン（Francis Anderson、1711年ごろ – 1758年10月23日、フランシス・アンダーソンの息子）と妻イリナ（Eleanor、旧姓カーター（Carter）、1768年以降没、ウィリアム・カーターの娘）の長男として、1749年2月3日に生まれ、20日にリンカンシャーのブロートンで洗礼を受けた。1758年に父が死去すると、その遺産を継承した。1763年2月6日に父方の祖母の兄弟にあたるチャールズ・ペラムが死去すると、遺言状に基づき遺産を継承、「ペラム」を姓に加えた。1763年から1765年までイートン・カレッジで教育を受けた。
1768年イギリス総選挙ではビヴァリー選挙区から出馬して当選した。これはアンダーソン＝ペラム自身がビヴァリーで勢力を有したためだった。1771年から1772年までリンカンシャー州長官を務めた後、1774年イギリス総選挙でリンカンシャー選挙区に鞍替えして当選、1780年、1784年、1790年の総選挙でも再選した。
議会では1769年4月にジョン・ウィルクスの議員当選をめぐり野党側で投票、ノース内閣期（1770年 – 1782年）にも常に野党の立場で投票、シェルバーン伯爵内閣期（1782年 – 1783年）ではアメリカ独立戦争の予備講和条約に反対票を投じた。1783年5月に小ピットの選挙法改正案に賛成、同年11月にチャールズ・ジェームズ・フォックスの東インド法案に投票しなかった。1784年初にはフォックス派の一員とされ、貴族への叙爵を求めて首相小ピットに拒否されたため、野党に留まることとなった。アンダーソン＝ペラムは1775年にブルックス（ホイッグ党員のクラブ）に加入しており、1786年4月にはホイッグ・クラブ（Whig Club）にも加入した。1791年4月にスコットランドにおける審査法廃止に賛成した。1792年末にはフォックス派ではなくポートランド公爵派に分類されるようになったが、1793年6月にもフォックスのフランス革命戦争参戦反対動議に賛成票を投じ、1794年5月にヘイビアス・コーパスの停止に反対した。このように第1次小ピット内閣に反対する立場で投票することが多かったが、1794年8月13日にグレートブリテン貴族であるリンカンシャーにおけるヤーバラのヤーバラ男爵に叙された。この叙爵について、第2代スペンサー伯爵ジョージ・スペンサーはアンダーソン＝ペラムの投票の立場から否定的であり、『英国議会史』はアンダーソン＝ペラムとポートランド公爵の友人関係が叙爵の要因だと評した。
アンダーソン＝ペラムはビヴァリーのほかにグレート・グリムズビー選挙区でチャールズ・ペラムから継承した勢力もあった。チャールズ・ペラムはグレート・グリムズビーで2議席支配を目指して失敗したが、アンダーソン＝ペラムは1774年と1780年の総選挙で成功を収め、1784年イギリス総選挙でも選挙戦を制して2議席の支配を維持した。1790年イギリス総選挙はアンダーソン＝ペラム派と反アンダーソン＝ペラム派の戦いになり、アンダーソン＝ペラム派候補の当選は1793年4月に無効と裁定されたが、反アンダーソン＝ペラム派はそれ以上の成果を出せず、再選挙ではアンダーソン＝ペラム派候補が再び当選した。これを受けて、アンダーソン＝ペラムは反対派の指導者ジョージ・テニソン（George Tennyson）と妥協したが、ジョン・ヘンリー・ロフトが反アンダーソン＝ペラム派の新しい指導者になり、政争は終わらなかった。ロフトが1796年イギリス総選挙で敗れ、1802年イギリス総選挙で当選したのち選挙申し立てで逆転落選したため、アンダーソン＝ペラムは1806年イギリス総選挙で息子2人を当選させた。1807年イギリス総選挙では息子2人のうち1人が落選、もう1人も選挙申し立てで逆転落選、代わりにロフトが当選した。ロフトが議会活動などで自滅し、1812年イギリス総選挙で大差に落選した後、テニソンが影響力を回復し、1818年イギリス総選挙と1820年イギリス総選挙ではアンダーソン＝ペラム派とテニソン派が1議席ずつ得た。
1770年5月2日にロンドンでフリーメイソンに加入したが、1776年に脱退した。1777年5月8日、王立協会フェローに選出された。1793年7月4日、オックスフォード大学よりD.C.L.の学位を修得した。1796年4月14日、ロンドン考古協会フェローに選出された。
1823年9月22日にリンカンシャーのブロックルズビーで死去、長男チャールズが爵位を継承した。

## 家族
1770年7月21日、ソフィア・オフリアー（Sophia Aufrere、1786年1月25日没、ジョージ・オフリアーの娘）と結婚、2男5女をもうけた。
- チャールズ（英語版）（1781年8月8日 – 1846年9月5日） - 第2代ヤーバラ男爵、初代ヤーバラ伯爵[3]
- ジョージ（1785年9月15日 – 1835年6月14日） - 庶民院議員、生涯未婚[13]
- ソフィア - 1802年、ダドリー・ロング・ノース（Dudley Long North、1829年没）と結婚[3]
- キャロライン（1812年7月没） - 1797年、ロバート・ケアリー・エルウィス（Robert Cary Elwes）と結婚、子供あり[3]
- マリア・シャーロット（1840年没） - 1804年、ウィリアム・テナント（William Tennant）と結婚、子供あり[3]
- アラベラ（Arabella） - 1802年、トマス・フィエスキ・ヘニッジ（Thomas Fieschi Heneage、ジョージ・F・ヘニッジの次男）と結婚[3]
- ジョージアナ・アン（1861年9月15日没） - 1811年8月14日、フランシス・ジョン・ベートマン・ダッシュウッド（Francis John Bateman Dashwood）と結婚[3]